# 苝
苝，或稱二萘嵌苯，是一种多环芳香烃，化学式为C20H12，呈棕色固体。其衍生物可能致癌，被认为是一种有害污染物。在细胞化学中，苝被用作荧光脂质探针。这是一类Rylene染料的母体化合物。

## 性质
外观为无色至黄色结晶。熔点273～274℃，密度1.35g/cm3。易溶于氯仿、二硫化碳，溶于苯，微溶于乙醇、乙醚、丙酮，不溶于水。苝或者其衍生物可能会致癌，因此被认为是有害污染物。 吸入或接触皮肤有毒，对机体有不可逆损伤。

## 用途
主要用于有机合成。
在细胞膜细胞化学中，苝被用作荧光脂质探针。
它是一类芳纶染料的母体化合物。